# Stefano Patriarca
Stefano Patriarca (ur. 23 lipca 1987 w Agnone) – włoski siatkarz, grający na pozycji środkowego. 

## Sukcesy klubowe
Puchar CEV:
- 2006
- 2013

Mistrzostwo Włoch:
- 2006, 2014

Superpuchar Włoch:
- 2006

## Sukcesy reprezentacyjne
Mistrzostwa Świata Kadetów:
- 2005